# 後藤崇介
後藤 崇介（ごとう たかすけ、1985年6月4日 - ）は、日本の元プロサッカー選手・現プロビーチサッカー選手である。
現日本代表のエースストライカーであり、日本代表Aマッチ最多得点記録を持つ（2019年1月現在）。
日本屈指のストライカーとして、世界大会では得点王を量産。世界最高峰の選手を決める、Beach Soccer Worldwide (BSWW)　ベスト・オブ・ザ・イヤー賞の世界の候補者30名に2017年、2018年と2年連続で選出された。
また、ヤンチャな一面もあり、監督によっては日本代表に選ばれない時期も多々ある。
一方現役選手の傍らで、NPO法人 TAKAサッカースクール代表やTAKAフィールドオーナー、スポーツ 整骨院オーナー、ハワイアンカフェ&バーBeach Boysオーナー、The Sunrise Shack Japan アラハビーチ店オーナー、川崎観光親善大使など、実業家としても活躍している。

## 人物・経歴
神奈川県出身。
現役プロビーチサッカー選手でありながら、NPO法人TAKAサッカースクール代表、川崎市観光親善大使、インテル・ジャパン・BSのオーナー、TAKAフィールドのオーナー、スポーツ整骨院 都内2店舗のオーナー、ハワイアンカフェ&バーBeach Boysオーナー等、様々な顔をもつ実業家
元々プロサッカー選手として活躍していたが、ビーチサッカー選手に転向する。転向後、3か月でビーチサッカー日本代表に選出され、その年のFIFAビーチサッカーワールドカップ2006に出場。2011年、世界トップリーグであるスイスリーグにレンタル移籍。2012年、アジア人初めてとなる海外完全移籍が実現。開幕戦で初得点を決め、以降、第5節終了時点まで全試合得点。10得点をあげ、各国の代表が集まる強豪チームでチーム得点王となる。その成績が評価され、イタリアのインテル・ミラノからオファーを受ける。
2012年6月、インテル・ミラノへ移籍。インテルのメンバーとして、6月開幕のスーパーエイト世界選手権、11月開催のリオデジャネイロ クラブ世界選手権で3位に貢献。その後、海外の多数の名門クラブで活躍。
日本代表としては、AFCアジア選手権、インターコンチネンタルカップ、ムンディアリートなど様々な国際大会で得点王となり、日本人最多得点記録を持つ。(2019年 1月 現在)
2015年、ポルトガルで行われたFIFAビーチサッカーW杯では、最多得点の4ゴールをあげ日本代表のベスト8に貢献した。
更に2017年、バハマで行われたFIFAビーチサッカーW杯では、初戦のヨーロッパチャンピオン ポーランド代表から、1人で5得点を奪い勝利し、世界を驚かせた。
また、現役選手の傍ら、2010年にはNPO法人TAKAサッカースクールを設立し、現在約500名の生徒が在籍している。
更に2017年に自分の夢であった総合型スポーツ施設『TAKAフィールド』をオープンさせた。TAKAフィールドには、ビーチコートが1面、人工芝コートが2面ある。
更に、スポーツ選手の体のケアーを重視したスポーツ接骨院を、都内に2店舗開業。
沖縄県の北谷町アラハビーチに、ハワイアンカフェを2店舗開業。
2020年、沖縄に戻り、FC琉球ビーチサッカークラブを立ち上げ、現在は沖縄を中心に活動している。

## 海外挑戦
2011年、世界トップリーグであるスイスリーグのBSCビエンヌ・ハッチャーズへレンタル移籍。アジア人として初めて海外リーグで2節プレーし、いきなり4得点をあげた。もちろん、海外リーグでのアジア人初得点となる。その結果、スイスビーチサッカー1部リーグの優勝チームを含む9チームからオファーを受け、2011年度リーグ3位のBSC jonaへ入団。2012年アジア人初めてとなる海外完全移籍が実現。開幕戦で初得点を決め、以降、第8節終了時点まで全試合得点。16得点をあげ、各国の代表が集まる強豪チームで、チーム得点王となっている。
その成績が評価され、イタリアのインテルBSからオファーを受ける。移籍後は合、インテル・ミラノのメンバーとしてリーグ戦
優世界ャネイロ クラブ(リオデジャネイロ開催世界選手権で３位に貢献。
その後、フラメンゴ(ブラジル)、スポルティング(ポルトガル)、ラツィオ(イタリア)、フランス(マルセイユ)、マッカビ テルアビブ(イスラエル)など、海外の多数の名門クラブで活躍。

## 所属クラブ
- 駒澤大学高等学校 (サッカー)
- 日本文理大学 (サッカー)
- 沖縄国際大学 (サッカー)
- 沖縄かりゆしFC (サッカー)
- 沖縄レオキスBS (ビーチサッカー)
- アルビレックス新潟シンガポール (サッカー)
- 東京レキオスBS (ビーチサッカー)
- BSCビエンヌ・ハッチャーズ (ビーチサッカー)
- BSC Jona (ビーチサッカー)
- インテルナツィオナーレ・ミラノ (ビーチサッカー)
- Prado Junior (ビーチサッカー)
- マッカビ・テルアビブFC (ビーチサッカー)
- マッカビ・ネタニヤFC (ビーチサッカー)
- Romaguna BS (ビーチサッカー)
- ACミラン (ビーチサッカー)
- 青島ルール・レストラン (ビーチサッカー)
- スポルティング・クルーベ・デ・ポルトゥガル (ビーチサッカー)
- FUSION (ビーチサッカー)
- ACD・SOTAO (ビーチサッカー)
- 東京ヴェルディBS (ビーチサッカー)
- Hapoel Be'er Sheva B.C. (ビーチサッカー)
- Marseille (ビーチサッカー)
- LAZIO (ビーチサッカー)
- FC琉球BS(ビーチサッカー)
- BOLOGNA (ビーチサッカー)

## 主なタイトル
- 2006年 - アジアカップ (シンガポール開催) : 優勝・得点王
- 2006年 - JFA全日本ビーチサッカー大会 : 優勝
- 2006年 - JFA全日本フットサルプーマカップ : 出場
- 2006年 - JFA全日本社会人サッカー大会 : ベスト4
- 2007年 - JFA全日本ビーチサッカー大会 : 優勝
- 2008年 - アジアカップ (中国招待) : 優勝・得点王
- 2008年 - JFA全日本ビーチサッカー大会 : 優勝・最優秀選手
- 2010年 - JFA全日本ビーチサッカー大会 : 準優勝・優秀選手
- 2011年 - JFA全日本ビーチサッカー大会 : 優勝
- 2012年 - JBSN地球環境スポーツ金武町長杯 : 優勝
- 2012年 - JFA全日本ビーチサッカー大会 : 準優勝・得点王
- 2012年 - 東日本リーグ : 優勝
- 2012年 - イタリア選手権スーパーエイト : 優勝
- 2012年 - 世界選手権 inブラジル : 3位
- 2012年 - コパ・リオ : 優勝・最優秀選手
- 2013年 - JBSN地球環境スポーツ金武町長杯 : 優勝
- 2013年 - イスラエルビーチサッカーリーグ : 優秀選手
- 2013年 - JFA全日本ビーチサッカー大会 : 優勝・得点王
- 2014年 - JFA全日本ビーチサッカー大会 : 優勝・得点王
- 2014年 - samsung インターコンチネンタルカップ : 得点王 (6得点)
- 2014年 - アジアビーチゲームinプーケット : 準優勝
- 2015年 - AFCアジアビーチサッカー選手権カタール : 準優勝・得点王 (8得点)
- 2015年 - The beach soccer USA cup : 4位・得点王 (15得点)
- 2015年 - JFA全日本ビーチサッカー大会 : 準優勝
- 2016年 - JFA全日本ビーチサッカー大会 : 優勝
- 2016年 - 世界クラブ選手権: ベスト6（2得点）
- 2017年 - EURO WINNERS CUP （ポルトガル開催）: ベスト15 (11得点)
- 2017年 - JFA全日本ビーチサッカー大会 : 優勝
- 2017年 - 地域リーグチャンピオンシップ : 優勝・得点王(11得点)
- 2018年 - 北谷町杯 : 優勝
- 2018年 - Mundialito in Almada : 得点王 (6得点)
- 2019年 - ビーチサッカーFESTA in山陰海岸 : 優勝・MVP
- 2019年 - France Championship:準優勝・MVP・得点王(10得点)
- 2019年 - 地域リーグチャンピオンシップ : 優勝・得点王(20得点)
- 2019年 - The beach soccer USA cup :優勝
- 2022年 - 地域リーグチャンピオンシップ : 得点王(8得点)
- 2022年 - タイチャンピオンシップinバンコク : 優勝・得点王(17得点)

## 日本代表歴
- 2007年 - アジアカップ (中国開催) : 優勝 (2得点)
- 2007年 - FIFAビーチサッカーワールドカップ (リオデジャネイロ開催) : 出場
- 2007年 - AFC Beach Soccer Asian Cup(ドバイ開催) : 準優勝
- 2010年 - 国際親善試合 対イラン (沖縄開催) : 出場 (1得点)
- 2010年 - アジアビーチゲーム (オマーン) : ベスト8 (10得点)
- 2011年 - アジアカップ (中国開催) : 優勝 (3得点)
- 2014年 - BSWW Mundialito2014 Espinho (ポルトガル開催) : 準優勝 (2得点)
- 2014年 - 国際親善試合 対ハンガリー (ハンガリー開催) : 出場 (2得点)
- 2014年 - Samsung インターコンチネンタルカップ (ドバイ開催) : 得点王 (6得点)
- 2014年 - アジアビーチゲーム (プーケット開催) : 準優勝 (6得点)
- 2015年 - 国際親善試合 対アルゼンチン (アルゼンチン開催) : 出場
- 2015年 - AFC Beach Soccer Asian Cup(カタール開催) : 準優勝・得点王 (8得点)
- 2015年 - FIFAビーチサッカーワールドカップ (ポルトガル開催) : ベスト8 (4得点)
- 2016年 - 国際親善試合 対 タヒチ代表 (兵庫開催）: 出場（1得点）
- 2016年 - 第5回アジアビーチゲームズ（ベトナム開催）優勝（10得点）
- 2016年 - Super Cup of Nations（ブラジル開催）準優勝 （3得点）
- 2016年 - タイ5ビーチサッカー選手権（タイ開催）優勝 （6得点）
- 2017年 - AFC Beach Soccer Asian Cup (マレーシア開催) : 3位・準得点王 (11得点)
- 2017年 - 国際親善試合 対  ドイツ代表（沖縄開催）: 出場（4得点）
- 2017年 - FIFAビーチサッカーワールドカップ （バハマ開催）: 出場（6得点）
- 2018年 - Mundialito in Almada : 3位・得点王 (6得点)
- 2018年 - 国際親善試合 対 イングランド代表 (兵庫開催）: 出場（1得点）
- 2019年 - FIFAビーチサッカーワールドカップ (パラグアイ開催) : ベスト4（怪我により離脱）

## メディア出演
- サッカーマガジン「ビーチ支局」
- Number 811号「FACE」
- フットサルマガジン PIVO
- NHK「大!天才てれびくん」
- フジテレビ「COOL JAPAN FOOTBALL」
- ニコニコ生放送「ハーフ・タイム」
- Soccer King
- サッカーダイジェスト
- サッカーマガジン ZONE
- 日刊すごい人
- 川崎市タウンニュース
- 三菱レジデンスパンフレット
- フットボールカルチャーマガジン「ROOTS」
- 美容院ボランチニュース
- 鍼灸の門
- FM東京・セットアップ魂
- 朝日新聞、神奈川新聞、東京新聞
- 社長TV
- テレビ東京「みらいのつくりかた」
- TBS News every「明日へのきぼう」「カルスポ」
- J.COM 横浜人図鑑
- フジテレビ  「1hセンス」